# Diamond Cut
«Diamond Cut» — третій студійний альбом валлійської співачки Бонні Тайлер. Він вийшов в лютому 1979 року під лейблом RCA Records.

## Відгуки критиків
Чак Пратт з Pittsburgh Press описав альбом як "чарівний", але заявив, що жодна з пісень не була "блокбастером", як «It's a Heartache» з її попереднього альбому. Він виділив «The Eyes Of A Fool», «What a Way to Treat My Heart» і «Louisiana Rain» як найкращі треки.

## Трек-лист
| Diamond Cut (стандартне видання) | Diamond Cut (стандартне видання) | Diamond Cut (стандартне видання) | Diamond Cut (стандартне видання) |
| #                                | Назва                            | Автор                            | Тривалість                       |
| -------------------------------- | -------------------------------- | -------------------------------- | -------------------------------- |
| 1.                               | «If You Ever Need Me Again»      | Ронні Скотт Стів Вулф            | 3:29                             |
| 2.                               | «Too Good to Last»               | Ронні Скотт Стів Вулф            | 3:42                             |
| 3.                               | «What a Way to Treat My Heart»   | Ронні Скотт Стів Вулф            | 3:33                             |
| 4.                               | «The Eyes of a Fool»             | Ронні Скотт Стів Вулф            | 3:16                             |
| 5.                               | «Bye Bye Now My Sweet Love»      | Алан Терні                       | 3:00                             |
| 6.                               | «Louisiana Rain»                 | Том Петті                        | 4:22                             |
| 7.                               | «Baby I Just Love You»           | Ронні Скотт Стів Вулф            | 3:01                             |
| 8.                               | «Words Can Change Your Life»     | Ронні Скотт Стів Вулф            | 3:40                             |
| 9.                               | «My Guns Are Loaded»             | Ронні Скотт Стів Вулф            | 3:42                             |
| 10.                              | «I'm a Fool»                     | Ронні Скотт Стів Вулф            | 3:16                             |
| 35:01                            |                                  |                                  |                                  |

| Diamond Cut (ремастоване видання 2009 року (бонус-треки)) | Diamond Cut (ремастоване видання 2009 року (бонус-треки)) | Diamond Cut (ремастоване видання 2009 року (бонус-треки)) | Diamond Cut (ремастоване видання 2009 року (бонус-треки)) |
| #                                                         | Назва                                                     | Автор                                                     | Тривалість                                                |
| --------------------------------------------------------- | --------------------------------------------------------- | --------------------------------------------------------- | --------------------------------------------------------- |
| 11.                                                       | «(The World is Full of) Married Men»                      | Домінік Бугатті Френк Маскер                              | 3:50                                                      |
| 12.                                                       | «My Guns Are Loaded»                                      | Ронні Скотт Стів Вулф                                     | 3:42                                                      |

## Учасники запису
- Бонні Тайлер — вокал
- Робін Джеффрі Кейбл — інженер
- Мартін Дженнер — акустична гітара, електрогітара, сталева гітара, слайд-гітара
- Стів Вулф — акустична гітара, бек-вокал
- Кевін Данн — бас-гітара
- Дейв Маркі — бас-гітара
- Ед Гамільтон — електрогітара
- Алан Терні — електрогітара
- Гарі Вегхорн — електрогітара
- Х'ю Барнс — електрогітара, мандоліна
- Марк Баркер — домра
- Нейл Адамс — ударні
- Генрі Спінетті — ударні
- Грехем Сміт — гармоніка
- Тоні Ламберт — клавішні
- Пет Вінгфілд — клавішні
- Джаспер — синтезатор, дзвоники, дзвін
- Кріс Мерсер — тенор-саксофон
- Френк Томс — туба
- Майк Макнагт — струнні, аранжування для гобоя і валторни
- Джон Кемерон — аранжування в «(The World is Full of) Married Men»

## Чарти

### Тижневі чарти
| Чарт (1979)                        | Позиція |
| ---------------------------------- | ------- |
| Австралія (Kent Music Report)      | 95      |
| Норвегія (VG-lista)                | 14      |
| Швеція (Sverigetopplistan)         | 14      |
| США (Billboard 200)                | 145     |
| США (Billboard Top Country Albums) | 42      |

### Річні чарти
| Чарт (1979)        | Позиція |
| ------------------ | ------- |
| Данія (Glamrocker) | 48      |